# Ligue de football de la Martinique
Die Ligue de football de la Martinique ist der im Jahr 1953 gegründete Fußballverband von Martinique. Der Verband organisiert die Spiele der Fußballnationalmannschaft und ist seit 2013 Vollmitglied im Kontinentalverband CONCACAF. Zudem richtet der Verband die höchste nationale Spielklasse Championnat National aus.

## Erfolge
- Fußball-Weltmeisterschaft

Teilnahmen: nicht teilnahmeberechtigt
- CONCACAF Gold Cup

Teilnahmen: 1992, 2002, 2003, 2013